# 茂木バイパス (国道294号)
茂木バイパス（もてぎバイパス）は、栃木県芳賀郡市貝町から芳賀郡茂木町に至る国道294号のバイパスである。

## 概要
狭隘な茂木町内の区間を短絡するバイパスで、沿道には田んぼが造成されている。国道123号の同名バイパスとは別事業として開通した。
- 起点：栃木県芳賀郡市貝町大字笹原田（天矢場交差点）
- 終点：栃木県芳賀郡茂木町大字坂井（無名交差点）
- 車線数：片側1車線
- 総距離：2.4 km
- 幅員：11 m
- 総事業費：17億円

## 沿革
- 1984年（昭和59年）：事業着手
- 1992年（平成4年）11月8日：全線開通

## 交差する道路
- 国道123号（天矢場交差点）
- 栃木県道69号宇都宮茂木線（天矢場交差点）